# Hans Olde der Jüngere
Hans Olde (* 3. Dezember 1895 in Gut Seekamp bei Kiel; † 26. August 1987 in Gauting) war ein deutscher Maler und Grafiker.

## Leben und Werk
Hans Olde der Jüngere war der dritte Sohn des Malers Hans Olde und dessen Ehefrau Margarethe Schnellhass. 1923 brach er sein Studium der Philosophie ab, um bei Hans Hofmann in München eine Ausbildung als bildender Künstler zu beginnen. In Berlin setzte er seine Ausbildung bei Willy Jaeckel fort. 1926 hielt er sich in der Provence auf, deren Landschaften in zahlreichen seiner Werke vorkommt. Nach einer weiteren Reise nach Tunis ließ er sich in Orange nieder und wurde in Paris Schüler von Moise Kisling.
Nachdem seine Mutter verstorben war, kehrte Olde vorübergehend nach Deutschland zurück. Zwischen 1929 und 1933 lebte er in Tirol und Italien, bis er sich schließlich in Gauting bei München niederließ. Nach dem Zweiten Weltkrieg war er wieder häufiger auf Reisen, unter anderem nach Frankreich, Holland, Spanien, den Vorderen Orient und den Balkan. Seine eher skizzenhaften Aquarelle und Ölgemälde waren regelmäßig in der Großen Münchner Kunstausstellung zu sehen. Im Jahr 1978 wurde er durch die Ehrengabe der Bayerischen Akademie der Schönen Künste geehrt. 1979 erhielt er den Seerosenpreis und 1980 den Gautinger Günther-Klinge-Preis.
Hans Olde starb am 26. August 1987 im Alter von 91 Jahren in Gauting.

## Werke (Auswahl)
- 1969: Provenzalische Landschaft (Öl auf Leinwand)
- Television (Mischtechnik)
- Weinberg am Mont Ventoux (Öl und Gouache auf Karton)
- Les Baux (Aquarell) in der Sammlung der Niederreuther-Stiftung